# Nissan GT-R

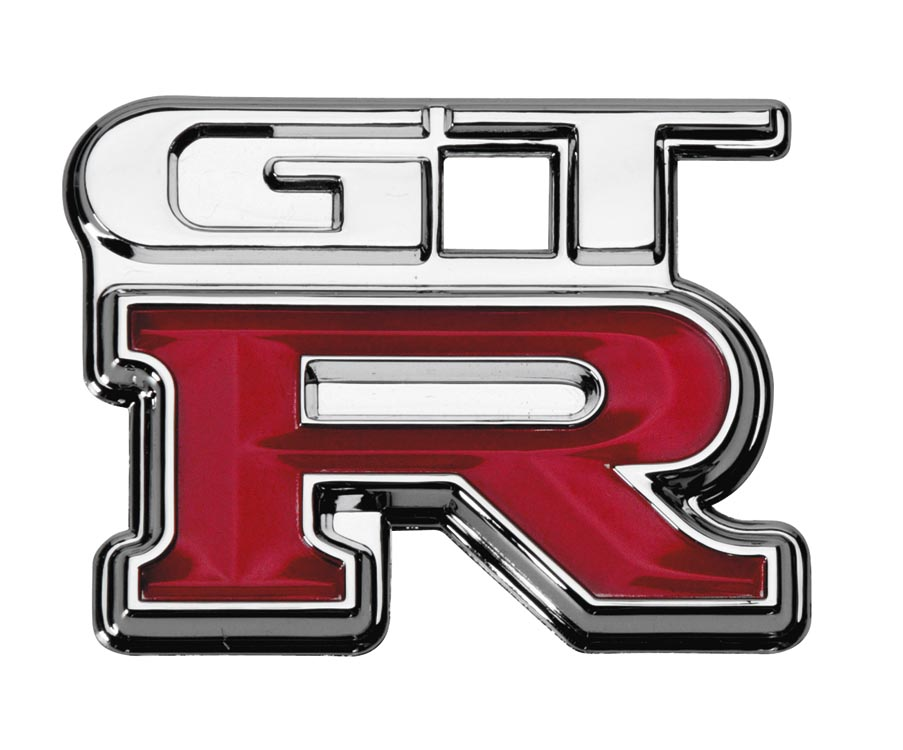
Logo GT-R.

El Nissan GT-R és un automòbil esportiu creat pel fabricant japonès Nissan, llançat al Japó el 6 de desembre de 2007, als Estats Units el 7 de juliol de 2008, i en la resta del món al març de 2009.

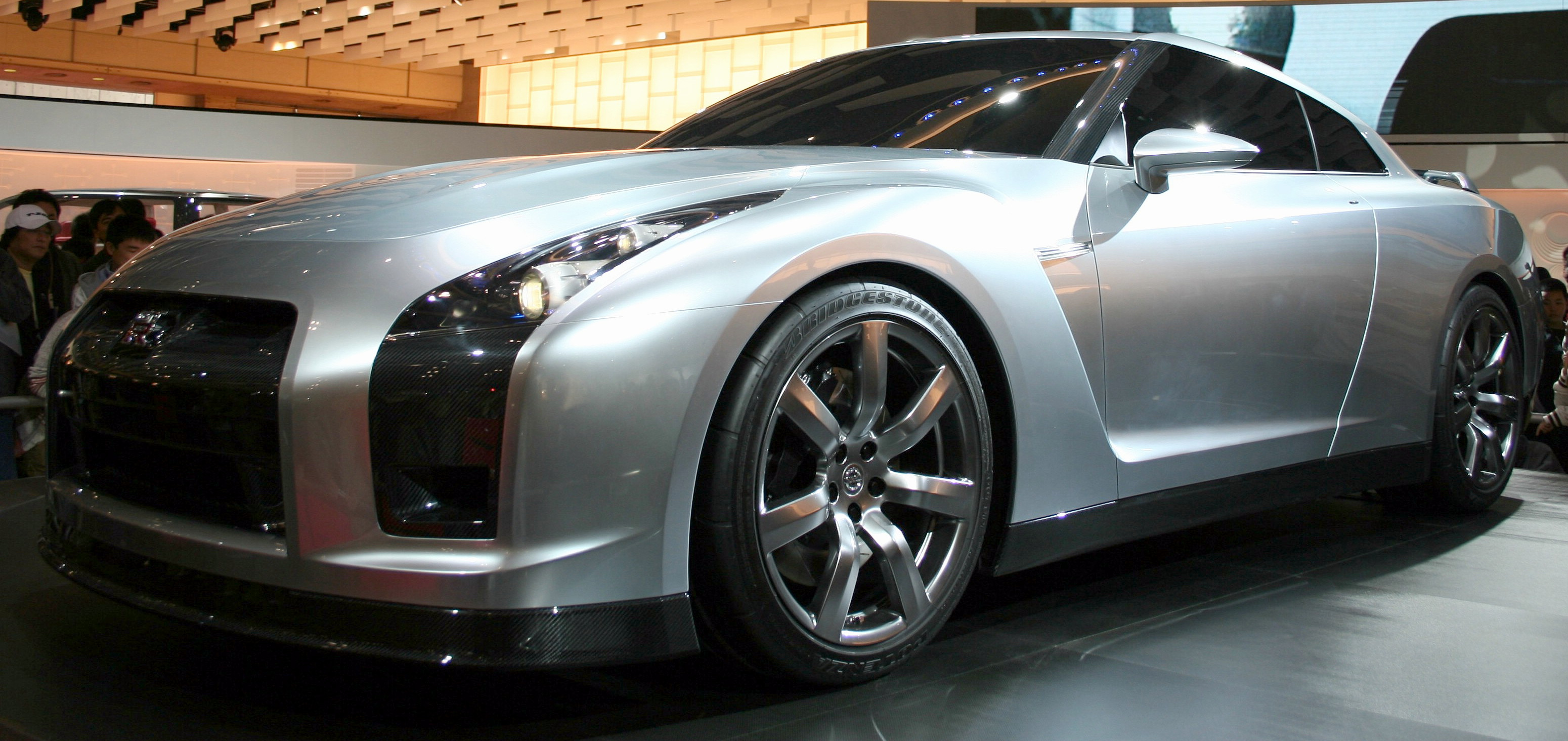
Prototip GT-R en el Tokio Motor Show de 2005

Dos prototips van ser exhibits en fires d'automòbils abans que fos presentat el model de producció. El primer prototip va ser presentat en el Saló de l'Automòbil de Tòquio en 2001, mostrant com es veuria un GT-R del segle XXI. En el Saló de l'Automòbil de Tòquio de 2005, Nissan va donar a conèixer un nou prototip del GT-R, indicant que el GT-R de producció es basaria en un 80 o 90% en aquest prototip.
Com és llegat dels seus antecessors, el Nissan GT-R R35 nombrosos videojocs, com Forza Motorsport, Gran Turisme, Need for Speed i Pel·lícules de la Saga Fast and Furious.
La versió de producció del GT-R es va estrenar en el Saló de l'Automòbil de Tòquio el 6 de desembre de 2007, sent el seu llançament al mercat japonès. El llançament oficial als EUA va ser 7 mesos més tard, el 7 de juliol de 2008. El llançament al Canadà també va anar al juliol d'aquest mateix any. Europa es va convertir al tercer mercat de consum. La gran disparitat en la comercialització inicial entre aquestes emissions regionals es deu al fet que Nissan va haver de construir centres d'acompliment on el cotxe compti amb els serveis necessaris.

## Especificacions

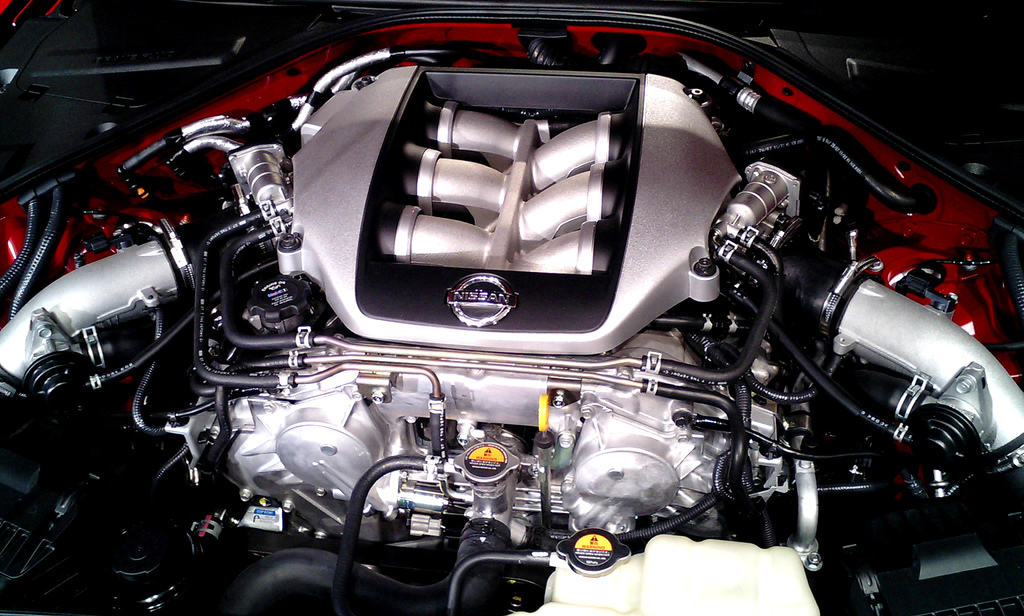
Motor VR38DETT del GT-R.

El Nissan GT-R és un automòbil super esportiu propulsado pel motor de Nissan VR38DETT, un motor V6 DOHC de 3,8 L (3799 cc) amb Turbo. Segons proves dinamométriques independents, el GT-R produeix 530 CV (310 kW) a 550 CV (354 kW) i 561 Nm a 620 Nm a les rodes. La seva velocitat màxima és de 315 km/h (limitada electrònicament). Accelera de 0-100 km/h en 2,8 segons. El motor també compleix la ULEV. El coeficient de resistència és 0,27.

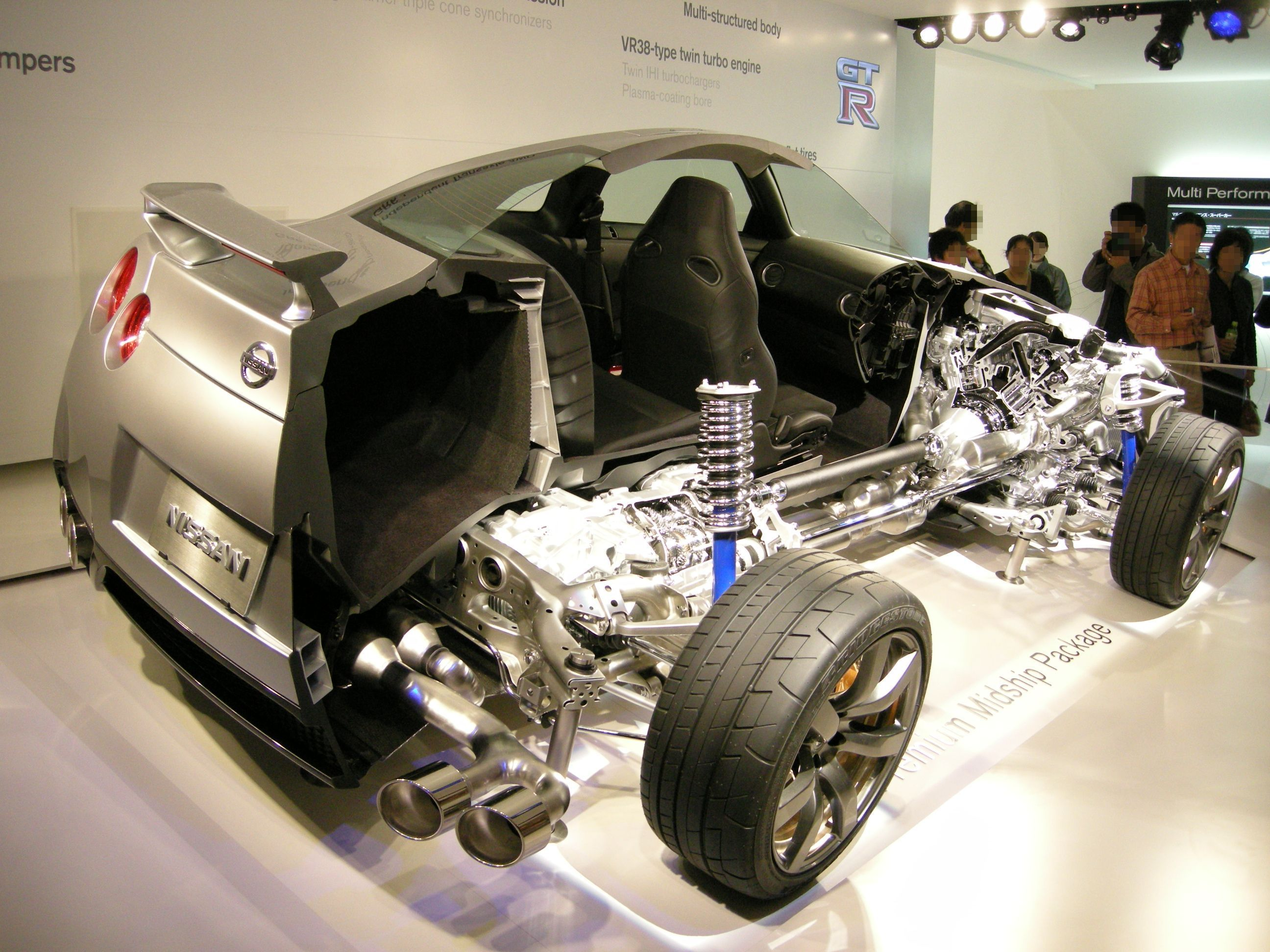
Transmissió del GT-R.

## Disseny

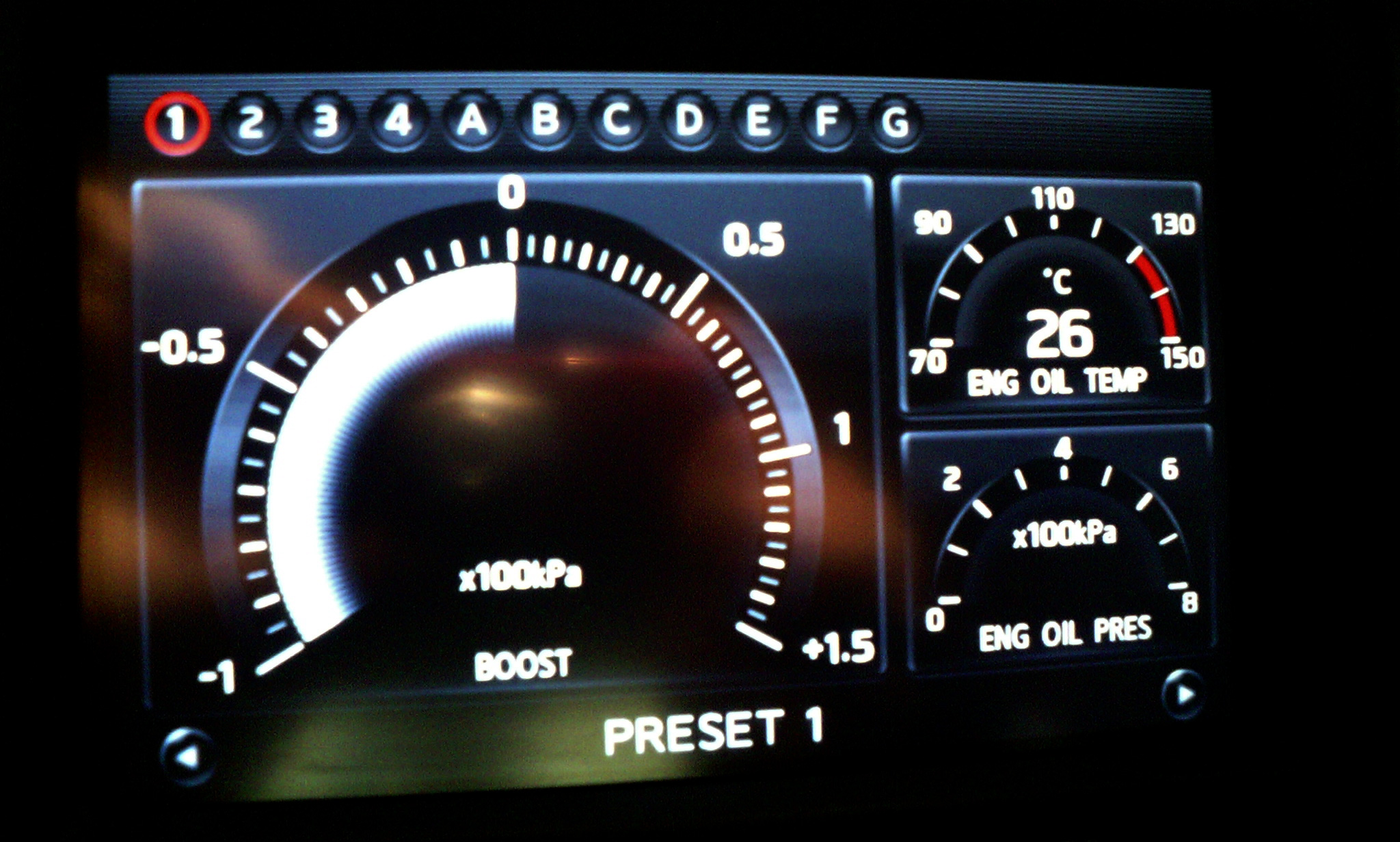
Pantalla multifunction integrada en el GT-R.

El cap de disseny de Nissan, Shiro Nakamura, assembla el nou GT-R amb l'epònim de robots gegants de la sèrie Gundam. Els dissenyadors de Nissan a Amèrica van redissenyar tres quartes parts la part posterior del vehicle, mentre que els seus dissenyadors europeus van fer el propi amb el sostre.
Polyphony Digital, companyia creadora del videojoc de carreres Gran Turisme, va estar implicada en el desenvolupament del GT-R, sent contractada per dissenyar la pantalla multifunció del cotxe.

## SpecV
Nissan va presentar el GT-R SpecV el 7 de gener de 2009 en el Saló de l'Automòbil de Tòquio. Els canvis exteriors sobre la base del GT-R van ser els següents: un aleró posterior, graella i conductes de fre de fibra de carboni juntament amb una exclusiva pintura «Ultimate Opal Black». Els canvis interiors inclouen uns nous seients Recaro en cuir i fibra de carboni més lleugers i l'eliminació dels seients posteriors.
El V6 de 3799 cc (3.8l; en cu 231,8) del GT-R specV s'alimenta per un doble turbo sense cap augment de potència, però incorpora un nou controlador d'impuls de marxa que augmenta temporalment la pressió, amb el que hauria de lliurar un major parell de mitjanes a altes revolucions. Altres canvis inclouen un tub de fuita de titani, revisions en la suspensió, frens ceràmics de carboni, i de rodes Nismo de 20 polzades (510 mm). El pes total es va reduir en 60 kg respecte al GT-R estàndard.
Al Japó les vendes van començar el 2 de febrer de 2009 a set distribuïdors pre-seleccionats pre entrenats en la mecànica especial del GT-R i bons coneixedors de les carreres de circuit de conducció. El preu va ser fixat en 10.750.000 ¥ (més de 90.000 $ EUA).
El 15 de desembre del 2009, en commemoració del 40 aniversari van arribar 40 GT-R´s SpecV a Madrid Espanya, els quals es van lliurar a clients que prèviament ho havien reservat. Aquesta versió del Nissan GT-R costa el doble que la versió de sèrie.